# Лопушненский сельский совет (Кременецкий район)
Лопушненский сельский совет (укр. Лопушненська сільська рада) — входит в состав
Кременецкого района
Тернопольской области
Украины.
Административный центр сельского совета находится в 
с. Лопушное.

## Населённые пункты совета
- с. Лопушное
- с. Крутнев
- с. Раславка